# Пустынька (станция)
Пустынька — станция Санкт-Петербургского отделения Октябрьской железной дороги на двупутной линии Мга — Гатчина. 
Станция «Пустынька» находится в Тосненском районе Ленинградской области.